# Marie-Antoinette Katoto
Marie-Antoinette Oda Katoto (Colombes, Francia, 1 de noviembre de 1998) es una futbolista francesa. Juega de delantera y su equipo actual es el París Saint-Germain de la Division 1 de Francia. Es internacional absoluta por la selección de Francia desde 2018.

## Trayectoria

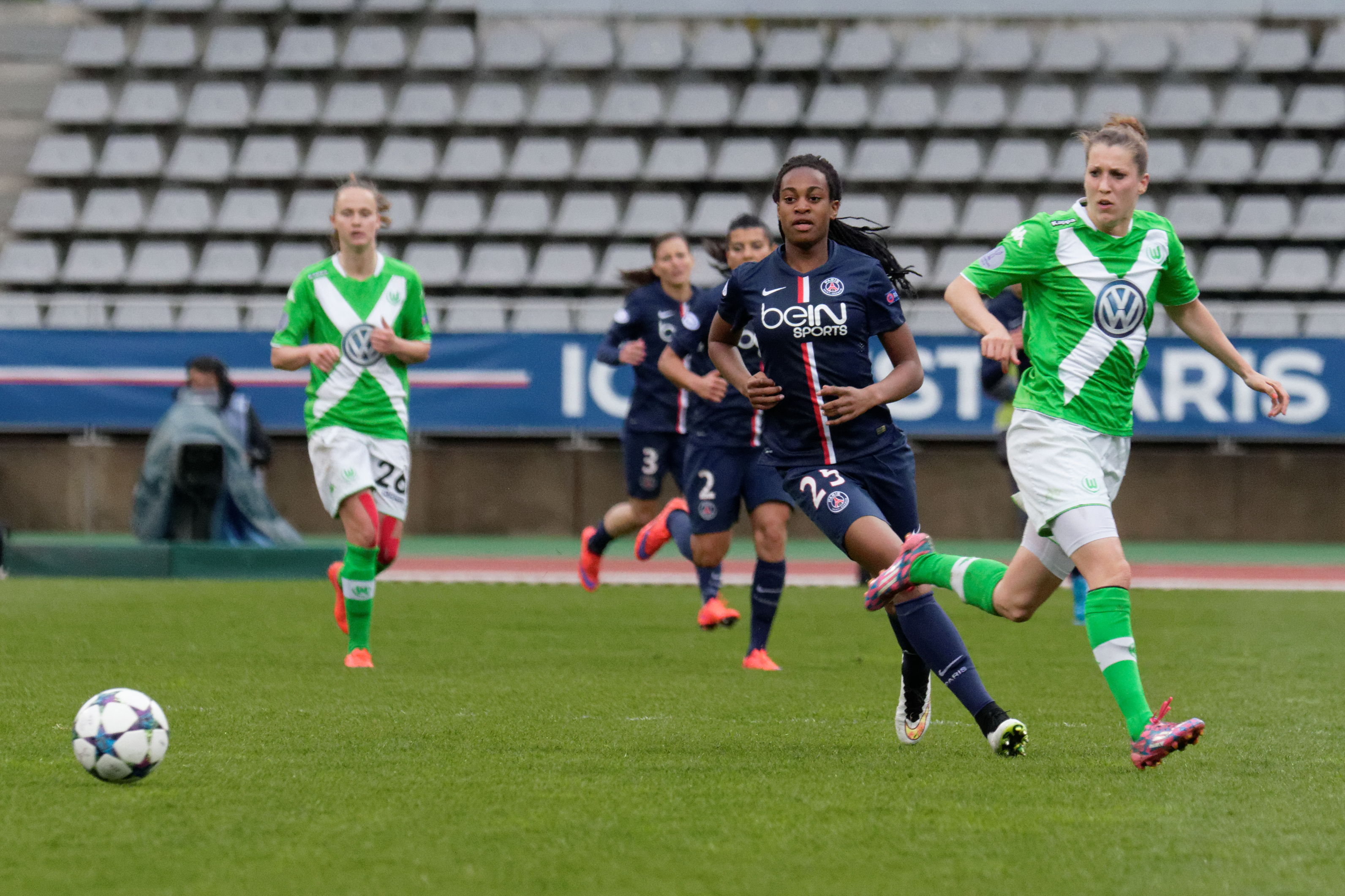
Katoto con la casaca del PSG, enfrentando al Wolfsburgo, en un partido por la Champions League femenina, abril de 2015

Katoto comenzó su carrera en el Colombes FFC en 2005, club de su ciudad natal. Entró a las inferiores del París Saint-Germain en 2011. En la sub-19 del club parisino, Katoto anotó 27 goles en 26 encuentros y se consagró campeona del National Féminine U19 en 2016.
Debutó profesionalmente el 26 de abril de 2015 contra el Wolfsburgo por la Liga de Campeones. Debutó en la Division 1 la semana siguiente en la victoria por 5-0 sobre el Rodez, Katoto jugó los 90 minutos y anotó un gol.
Katoto anotó 21 goles en la Division 1 2017-18, su club terminó en el segundo lugar y la delantera quedó en el segundo lugar del Balón de Oro Femenino, por debajo de Ada Hegerberg. El 31 de mayo de 2018 ganó junto a su club la Copa Femenina de Francia 2017-18 contra el campeón defensor Lyon, club que ganó las últimas seis ediciones, Katoto anotó el gol de la victoria.

## Selección nacional
Katoto, descendiente congolesa, representó a Francia a nivel juvenil. Fue parte del plantel de Francia sub-19 que ganó el Campeonato Europeo Femenino Sub-19 de la UEFA 2016. Fue la goleadora del torneo con seis goles y fue elegida la mejor jugadora.
Debutó por la selección de Francia el 10 de noviembre de 2018 en la victoria por 3-1 ante Brasil por un amistoso. Anotó su primer gol internacional el 19 de enero de 2019 en la victoria por 3-1 sobre Estados Unidos.
En mayo de 2019 Corinne Diacre, entrenadora de la selección francesa, dejó fuera a Katoto de la Copa Mundial Femenina de Fútbol de 2019, decisión que causó polémica, ya que la jugadora  anotó 30 goles en 28 encuentros la temporada anterior para el PSG. Diacre mantuvo su postura, recalcando que no fue una decisión fácil.

## Estadísticas
Actualizado al último partido disputado el 2 de agosto de 2020.
| París Saint-Germain Francia |               |               |    |    |    |    |    |   |   |     |     |    |
| 1.ª | 2014-15       | 2             | 1  | 0  | 0  | 1  | 0  | - | - | 3   | 1   |    |
| 1.ª | 2015-16       | 7             | 3  | 1  | 0  | 2  | 0  | - | - | 10  | 3   |    |
| 1.ª | 2016-17       | 7             | 6  | 1  | 1  | 2  | 0  | - | - | 10  | 7   |    |
| 1.ª | 2017-18       | 21            | 21 | 6  | 5  | -  | -  | - | - | 27  | 26  |    |
| 1.ª | 2018-19       | 20            | 22 | 3  | 3  | 6  | 5  | - | - | 29  | 30  |    |
| 1.ª | 2019-20       | 16            | 16 | 3  | 3  | 2  | 4  | 1 | 0 | 22  | 23  |    |
| Total club | Total club    | 73            | 69 | 14 | 12 | 13 | 9  | 1 | 0 | 101 | 90  |    |
| Total carrera | Total carrera | Total carrera | 73 | 69 | 14 | 12 | 13 | 9 | 1 | 0   | 101 | 90 |
| (1) Incluye datos de la Copa de Francia (2) Incluye datos de la Liga de Campeones (3) Incluye datos de la Supercopa de Francia |               |               |    |    |    |    |    |   |   |     |     |    |

## Palmarés

### Títulos nacionales
| Título              | Club                | País    | Año     |
| ------------------- | ------------------- | ------- | ------- |
| Copa de Francia     | París Saint-Germain | Francia | 2017-18 |
| Division 1 Féminine | París Saint-Germain | Francia | 2020-21 |

### Títulos internacionales
| Título                             | Club           | País       | Año  |
| ---------------------------------- | -------------- | ---------- | ---- |
| Europeo Femenino Sub-19 de la UEFA | Francia sub-19 | Eslovaquia | 2016 |

(*) Incluyendo la selección

### Distinciones individuales
| Distinción                                                | Año     |
| --------------------------------------------------------- | ------- |
| Europeo Femenino Sub-19 de la UEFA - Jugadora más valiosa | 2016    |
| Europeo Femenino Sub-19 de la UEFA - Máxima goleadora     | 2016    |
| Europeo Femenino Sub-19 de la UEFA - Equipo ideal         | 2016    |
| Division 1 - Jugadora joven de la temporada               | 2017-18 |
| Division 1 - Equipo ideal de la temporada                 | 2017-18 |
| Trophées UNFP du football - Jugadora joven del año        | 2017-18 |
| Division 1 - Máxima goleadora                             | 2018-19 |
| Division 1 - Jugadora joven de la temporada               | 2018-19 |
| Division 1 - Equipo ideal de la temporada                 | 2018-19 |
| Trophées UNFP du football - Jugadora joven del año        | 2018-19 |